# Ère Kengen
L'ère Kengen (乾元) est une des ères du Japon (年号, nengō, lit. « nom de l'année ») après l'ère Shōan et avant l'ère Kagen. Cette ère couvre la période allant du mois de novembre 1302 au mois d'août 1303. L'empereur régnant est Go-Nijō-tennō (後二条天皇).

## Changement d'ère
- 1302 Kengen gannen (乾元元年?) : Le nom de la nouvelle ère est créé pour marquer un événement ou une série d'événements. L'ère précédente se termine là où commence la nouvelle, en Shōan 4.

## Événements de l'ère Kengen
- 1302 (Kengen 1, 16e jour du 6e mois) : L'empereur Go-Nijo rend visite à la demeure de l'empereur retiré Kameyama[3].
- 1302 (Kengen 1) : Importants travaux de réparationet de reconstruction au temple Yakushi-ji[4].

| Eikyō     | 1re  | 2e   |
| Grégorien | 1302 | 1303 |